# کوه باگینتی
کوه باگینتی (به لاتین: Mount Bagineti) یک کوه است که در گرجستان واقع شده‌است.